# Ngorongoro
Ngorongoro, krater ugaslog vulkana s jednom od najvećih kaldera u svijetu, sjeveroistok Tanzanije. Površina kaldere je 260 km², promjer do 22 km, a dubina 610 m. 
Zaštićeno područje Ngorongoro prostire se na 8288 km² oko kaldere, te je zajedno s Nacionalnim parkom Serengeti zaštićeno područje od 1951. Od godine 1959. dva područja su odvojena u zasebne cjeline. God. 1979. ovo područje je upisano na UNESCO-ov popis mjesta svjetske baštine u Africi zbog zaštite njegove jedinstvene bioraznolikosti mnogih ugroženih životinjskih vrsta, ali i dokaza o ranoj nazočnosti ranih ljudi staroj oko 3,6 milijuna godina. Naime, prostrane ravnice oko kratera pripadaju klancu Olduvai koji je poznat kao "kolijevka čovječanstva" jer su tu pronađeni najstariji ostaci prvih hominina, kao što su Paranthropus boisei) i Homo habilis.
U području ekosustava Ngorongoro obitava oko 40 000 pripadnika plemena Masai i nalazi se smještaj za turiste Ngorongoro Wildlife Lodge, a uz njega je rezervat Maswa i park prirode Maasai Mara, površine 320 km², a u kojem je lov dozvoljen, a postoji i mogućnost obilaska balonom.

## Zemljopisne odlike
Šire područje kratera Ngorongoro pripada zemljopisnom području poznatom kao "visoravan kratera", koje je dio Velike rasjedne doline.
Krater Ngorongoroa je najveća kaldera na svijetu, površine 260 km² i dubine 610 m, i pretpostavlja se da je nastala urušavanjem vulkana visokog od 4500 do 5800 metara prije oko 2,5-3 milijuna godina. U središtu se nalazi sezonsko slano jezero kojeg Masai zovu Makat (Magadi), što znači "sol", a koje se napaja iz potoka Munge i izvora Ngoitokitok koji napaja i istoimeno močvarno područje.
Ngorongoro zaštičeno područje osim glavne kaldere sadrži i dva manja vulkanska kratera Olomoti i Empakai. Olmoti je poznat po svojim vodopadima, a Empakai po dubokim jezerima i zelenim zidovima. Na samom rubu visoravni nalazi se aktivni vulkun Oldonyo Lengai koji je i treća planina po visini u Tanzaniji (nakon Klimandžara i vulkana Meru).

## Bioraznolikost
Istočna strana kratera je uglavnom prekriven planinskom šumom, dok je manje strma istočna strana sušija i uglavnom prekrivena travama i pokojim drvetom akacija.  
U njemu živi oko 25.000 velikih sisavaca (uglavnom gnuovi i zebre) i grabežljivaca (nekad najveća koncentracija lavova u Africi), te oko 500 vrsta ptica. Od ostalih sisavaca na ovom području tu su: crni nosorog (jako ugrožen), afrički slon, vodenkonj, afrički bivol, leopard, gepard, žirafa, vodenkonj i mnogo vrsta manjih sisavaca.
Iako se smatralo da se životinje iz kratera ne mogu seliti i da je ekosustav Ngorongoroa zatvoren zidinama kaldere, svake godine u svibnju i lipnju velika krda gnuova i zebra iz Ngorongoroa (oko 20% ukupnog broja životinja) se uputi prema zapadnim velikim trajnim lokvama vode Serengetija. Nakon suša 1961. i 1962. godine, zbog nedostatka vode rojevi muha pecara (Stomoxys calcitrans) su se pojili krvlju lavova čija se populacija zbog rana i bolesti smanjila sa 70 na desetak. Njihov broj je godinama bio ugrožen zbog međusobnog parenja bliskih srodnika, i oporavio se tek 2001. godine, kada ih je bilo 62. No, iste godine nastupila je suša koja se ponovila 2002. i ponovio se isti problem s mušicama. Nakon suše, znanstvenici su predložili program kontroliranih požara, do 20% pašnjaka, kako bi se kontrolirao broj pojedinih vrsta u krateru.  Također je Masajima dozvoljena ispaša stoke unutar kratera, ali moraju ući i izaći u istom danu.
- Unutrašnjost Ngorongoro kratera
- Krda gnuova i zebri
- Crni nosorog u krateru
- Lavica Ngorongoroa
- Masai stočar u krateru

## Vanjske poveznice
|  | Zajednički poslužitelj ima još gradiva o temi Ngorongoro |

- Službena stranica zaštićenog područja Ngorongoro  Arhivirana inačica izvorne stranice od 15. studenoga 2008. (Wayback Machine) (engl.)
- Tanzanijski turistički ured  Arhivirana inačica izvorne stranice od 13. siječnja 2010. (Wayback Machine) (engl.)
- Ngorongoro safariji i kultura  Arhivirana inačica izvorne stranice od 1. ožujka 2012. (Wayback Machine) (engl.)